# Hesperotestudo
Hesperotestudo – rodzaj żółwi z rodziny żółwi lądowych (Testudinidae). Termin Hesperotestudo jako pierwszy został użyty przez Ernesta Williamsa jako nazwa podrodzajowa dla wymarłej, wysoce wyspecjalizowanej linii ewolucyjnej żółwi z rodzaju Testudo, obejmującej gatunki nearktyczne, znane od eocenu do plejstocenu. Dokładną liczbę gatunków Williams uznał za niepewną, jednak zasugerował, że prawdopodobnie do Hesperotestudo należą H. uintensis, H. brontops, H. amphithorax, H. ligonia, H. arenivaga, H. angusticeps, H. impensa, H. orthopygia, H. gilberti, H. sellardsi. Na gatunek typowy desygnowany został H. osborniana. Później nazwę Hesperotestudo podniesiono do rangi rodzaju, a okres istnienia jego przedstawicieli zawężono do oligocenu–plejstocenu. Jednym z ostatnich przedstawicieli tego rodzaju jest Hesperotestudo bermudae, którego szczątki odkryto na Bermudach. Dowodzi to, że przedstawiciele Tedtudinidae są przystosowani do rozprzestrzeniania się przez tereny wodne. H. bermudae wymarł prawdopodobnie około 300 tys. lat temu. Według badań Meylana i Sterrera Hesperotestudo jest bliżej spokrewniony z Gopherus niż z Geochelone, co wskazuje na jego przynależność do grupy Xerobatinae.